# Hausverwaltung
Eine Hausverwaltung (auch Mietverwaltung oder Wohnungsverwaltung genannt) beschäftigt sich im Bereich der Immobilienwirtschaft mit der Verwaltung von vermieteten Wohnhäusern (meist Mehrparteienhäuser), Wohnanlagen, Eigentumswohnungen und Gewerbeobjekten. Unter einem Hausverwalter bzw. einer Hausverwalterin versteht man eine selbständige Person, welche eigene oder fremde Häuser und Wohnungen verwaltet.
Die Hausverwaltung wird oft mit dem Hausmeister verwechselt. Der Hausmeister ist jedoch nur angestellt, z. B. bei der Hausverwaltung oder einem externen Dienstleister, und verrichtet überwiegend Handwerkerleistungen, während es sich bei der Hausverwaltung um eine administrative Tätigkeit handelt.

## Aufgaben
Einen gesetzlichen Aufgabenkatalog für die Verwaltung von Mietobjekten gibt es nicht und auch keine zwingende abgeschlossene Berufsausbildung. Insofern ergeben sich die Aufgaben einer Hausverwaltung einzig aus der getroffenen vertraglichen Vereinbarung zwischen Objekteigentümer und Hausverwaltung. Häufig sind die Themenbereiche Verwaltung, Buchführung, Abrechnung und die technische Kontrolle jedoch Kern der meisten Hausverwaltungen.
Betreffend der zu vereinbarenden Aufgaben, kann zwischen der kaufmännischen Verwaltung und einer technischen Verwaltung unterschieden werden.
Die kaufmännische Verwaltung umfasst meist folgende Punkte:
- Vereinnahmen und Verwaltung des Mietzinses (im Auftrag des/der Eigentümer)
- Anpassung der Mieten bei Index- und Staffelmietvereinbarungen
- Verhandeln und Gestalten von Mietverträgen und Nachträgen sowie sonstigen gebäudespezifischen Verträgen
- Forderungsmanagement gegenüber den Mietern und sonstigen Debitoren
- regelmäßige Abrechnung in vereinbarten Intervallen gegenüber dem/den Eigentümer(n)
- Erstellung der jährlichen Nebenkostenabrechnungen
- Bezahlung anfallender Kosten
- Beauftragung und Bezahlung von Versorgungsleistungen (Abfall, Strom, Wasser und anderes mehr)
- Prüfung monetärer Vorgänge auf Richtigkeit und Effizienz (Miethöhe, Versicherungskosten usw.)
- Umfang der Führung von Büchern wie Objekt- und Mieterakten
- Budget- und Wirtschaftsplanung
- Erstellung von Objektreportings und sonstigen Auswertungen für den Eigentümer
- andere kaufmännische Aufgaben (unter anderem die Prüfung und die Optimierung von Energielieferverträgen)
- bei Gewerbeimmobilienverwaltungen zunehmend die Nachbewertung von Gewerbeimmobilien im Rahmen von Verkehrswertermittlungen

Während eine technische Verwaltung meist weniger, jedoch arbeitsintensivere Aufgaben mit sich bringt:
- Betrieb und Kontrolle von Einrichtungen (z. B. Klingelanlage, Heizung, Aufzug)
- Kontrolle/Überwachung von Dienstleistern (z. B. Reinigung, Gartenpflege)
- Durchführen/Kontrolle von Instandhaltungsmaßnahmen (Wartung, Inspektion, Instandsetzung)
- Durchführen von Modernisierungen, meist nach Rücksprache mit dem/den Eigentümer(n)
- Wohnungsabnahmen und Neuvermietung
- andere technische Aufgaben

Aus Einzelvorschriften können sich Verpflichtungen für einen Vermieter ergeben, dessen Aufgaben durch die Hausverwaltung wahrgenommen werden. Rechtsgrundlage für Wohnraummietverträge sind die §§ 535 ff. BGB.

## Abgrenzung
Die Verwaltung des Gemeinschaftseigentums einer Wohnungseigentümergemeinschaft (WEG) ist nicht Aufgabe der Hausverwaltung im Sinne der „Mietverwaltung“. Diese ist als „Wohnungseigentumsverwaltung“ (WEG-Verwaltung) in einem eigenen Artikel beschrieben, da diese dem Wohnungseigentumsgesetz unterliegt. Es ist nicht ausgeschlossen, dass beide Tätigkeiten zugleich von einer Person ausgeübt werden können (sog. „Mischverwaltung“ oder „Sondereigentumsverwaltung“), z. B. zur Erzielung von Synergieeffekten. Doch ist dabei die Mietverwaltung von der Wohnungseigentumsverwaltung rechtlich (andere Vertragsgrundlage), monetär (getrennte Konten) und organisatorisch strikt zu trennen.
Auch die Wohnungsvermittlung gehört seit Einführung des „Bestellerprinzips“ faktisch zur Aufgabe der Mietverwaltung.

## Verwaltung gewerblicher Immobilien
Darüber hinaus gibt es noch die Verwaltung von Gewerbeimmobilien. Diese wird zunehmend nicht von den klassischen Hausverwaltungen abgedeckt – hierzu bieten Firmen unter dem Stichwort Property Management (kfm.) und Facilitymanagement (techn.) ihre Dienstleistungen an.

## Sonstiges
Einige Verwaltungsfirmen bieten neben der reinen Verwaltung auch einen Hausmeisterservice an. Dieser Service bietet typischerweise Dienstleistungen wie zum Beispiel Kleinreparaturen, Gartenarbeiten, Treppenhausreinigung etc. an. In solchen Fällen kann ein fließender Übergang hin zum „Gebäudemanagement“ oder auch „Facilitymanagement“ vorhanden sein, wobei dieser Begriff mit dem Begriff „Hausverwaltung“ verwandt, aber nicht deckungsgleich ist.
Die Hausverwaltungen erhalten für ihre Dienstleistungen ein Honorar. Meist wird dies auf den einzelnen Wohneinheiten basierend als Fixbetrag oder als prozentuale Beteiligung berechnet. Leerstand wird oftmals gesondert berechnet. Dieses Honorar sind Kosten des Eigentümers, die er nicht auf die Mieter umlegen darf. Anders verhält sich dies im Gewerbemietrecht: Zwar werden z. B. in der Betriebskostenverordnung die Verwaltungskosten ausgenommen, jedoch nur für die Wohnraummiete.
Neuerdings erweitern sich die Wirkungskreise der klassischen Hausverwaltungen aus aktuellem Anlass. Mieter und WEG-Eigentümer erwarten auch Betreuung durch ihre beauftragte Hausverwaltung im Bereich Strom, Gas, Heizung und Energieersparnis.
Hausverwaltungen haben meistens einen regional begrenzten Tätigkeitsradius. Nur wenige Unternehmen bieten eine überregionale Dienstleistung an.

## Qualifikation
Gesetzlich ist für die Tätigkeit von Hausverwaltern in Deutschland, entgegen der Situation in der EU, keine Qualifikation vorgeschrieben. Seit 1994 gibt es Ausbildungsmöglichkeiten für eine geordnete Verwalterausbildung bzw. -qualifizierung mit einem klaren Leistungsspektrum, die zu einer Berufsausbildung zum Immobilienkaufmann bzw. zur Immobilienkauffrau führt. Des Weiteren gibt es Studiengänge an Fachhochschulen und Berufsakademien mit dem Schwerpunkt Immobilienwirtschaft und Immobilienmanagement zum Abschluss Diplom-Betriebswirt FH/BA, die eine berufliche Grundlage für eine ordnungsgemäße Verwaltertätigkeit darstellen. Bis zum Jahr 1994 war eine Ausbildung zum Kaufmann bzw. zur Kauffrau der Grundstücks- und Wohnungswirtschaft, die sowohl die Verwaltung als auch die Vermittlung von Immobilien zur Grundlage hatte, üblich. Erst dann wurde eine Trennung zwischen der Verwaltung und Vermittlung vorgenommen und die Ausbildungszeit verkürzt.
Die Tätigkeit als Hausverwalter wird analog dem Vermögensverwalter gem. § 18 Abs. 1 Nr. 3 EStG von den Finanzämtern als sonstige selbständige (freiberufliche) Tätigkeit anerkannt. Sie unterliegt somit nicht der Aufsicht des Gewerbeamtes und ist nicht gewerbesteuerpflichtig. Eine Anmeldung der selbständigen Tätigkeit als Hausverwalter beim Finanzamt ist ausreichend. Sofern die persönliche Arbeitsleistung des Hausverwalters eine Größenordnung annimmt, die die Hauptverantwortlichkeit des Hausverwalters in Frage stellt, bspw. bei der Verwaltung von mehr als ca. 1.000 Wohneinheiten, ist von einer gewerblichen Tätigkeit auszugehen. In diesem Fall ist eine Gewerbeanmeldung beim Gewerbeamt notwendig (siehe Vervielfältigungstheorien).

## Situation in Österreich
Entgegen der rechtlichen Situation in Deutschland legt § 117 der Gewerbeordnung 1994 (GewO 1994) strenge Vorlagen auf. Eine Anmeldung des Gewerbes ist nur unter strikten Auflagen möglich. Neben dem verpflichtenden Abschluss einer Vermögensschadenhaftpflichtversicherung haben Immobilienverwalter einerseits eine fundierte Ausbildung nachzuweisen, wobei dabei insbesondere der hohen Diversität des österreichischen (Aus-)Bildungssystems Rechnung getragen wird, und andererseits eine umfangreiche Berufserfahrung, an deren Ende – die erfolgreiche Absolvierung eines facheinschlägigen Universitätslehrgangs oder Fachhochschulstudiengangs ausgenommen – eine Befähigungsprüfung abzulegen ist.

## Geschichte
Den Beruf des Verwalters gibt es seit mehr als 2000 Jahren. Schon Seneca (römischer Philosoph und reichster Römer) beschwerte sich im 12. Brief an Lucilius über die Kosten für ein vom Einsturz bedrohtes Gebäude und sein Verwalter entgegnete ihm, dies sei nicht die Schuld seiner Nachlässigkeit, er unternehme alles, aber das Landhaus sei alt. An dieser Stelle ist also der Berufsstand des Verwalters nachgewiesen.
Bezüglich des Berufsbildes geschah aber nahezu 2000 Jahre lang nichts. Erst im Februar 1978 gründeten 16 berufsmäßige Verwalter in München einen Verband, der heute als BVI Bundesfachverband der Immobilienverwalter auftritt und sich in 7 regionale Verbände gliedert. Eine weitere Vorwärtsentwicklung entstand 1984, als erstmals eine Verwalter-Franchise-Organisation gegründet wurde, deren markantes Merkmal ein „Leistungskatalog“ für die Verwalteraufgaben war, welche heute zum allgemeinen Standard gehören.